# خفاش‌های میوه‌خوار نوگرمسیری
خفاش‌های میوه‌خوار نوگرمسیری (نام علمی: Artibeus) نام یک سرده از تیره خفاش برگ‌بینی است.